# Boeing 747-400
De Boeing 747-400 is de verbeterde versie van het vliegtuigtype Boeing 747-300. De eerste testvlucht vond plaats op 29 april 1988, de eerste commerciële vlucht was op 9 februari 1989, uitgevoerd door Northwest Airlines. Het is de best verkochte versie van de Boeing 747, er zijn 693 stuks van gebouwd; van de -300 werden er 81 verkocht.

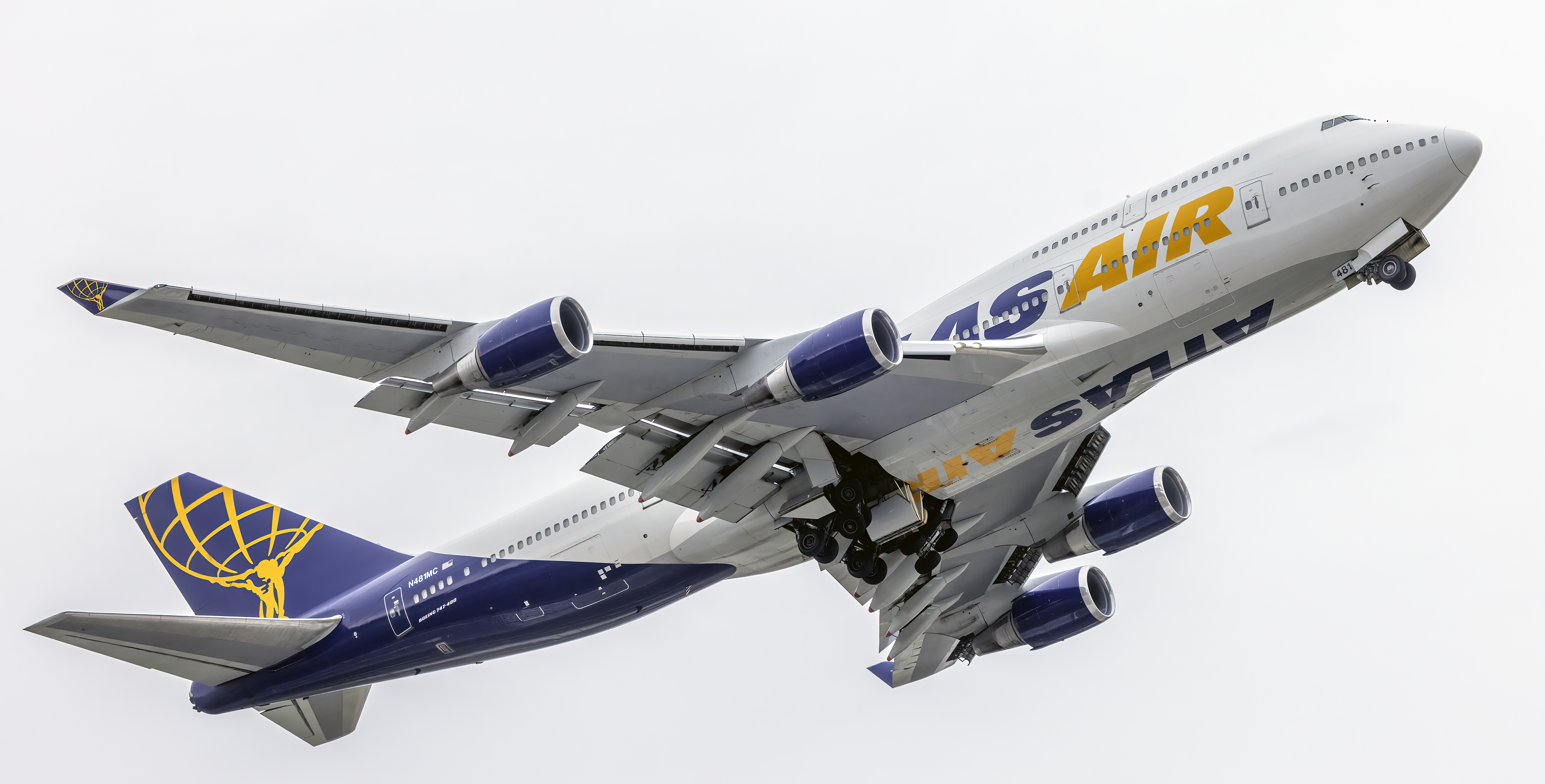
Een Boeing 747-400 van Atlas Air

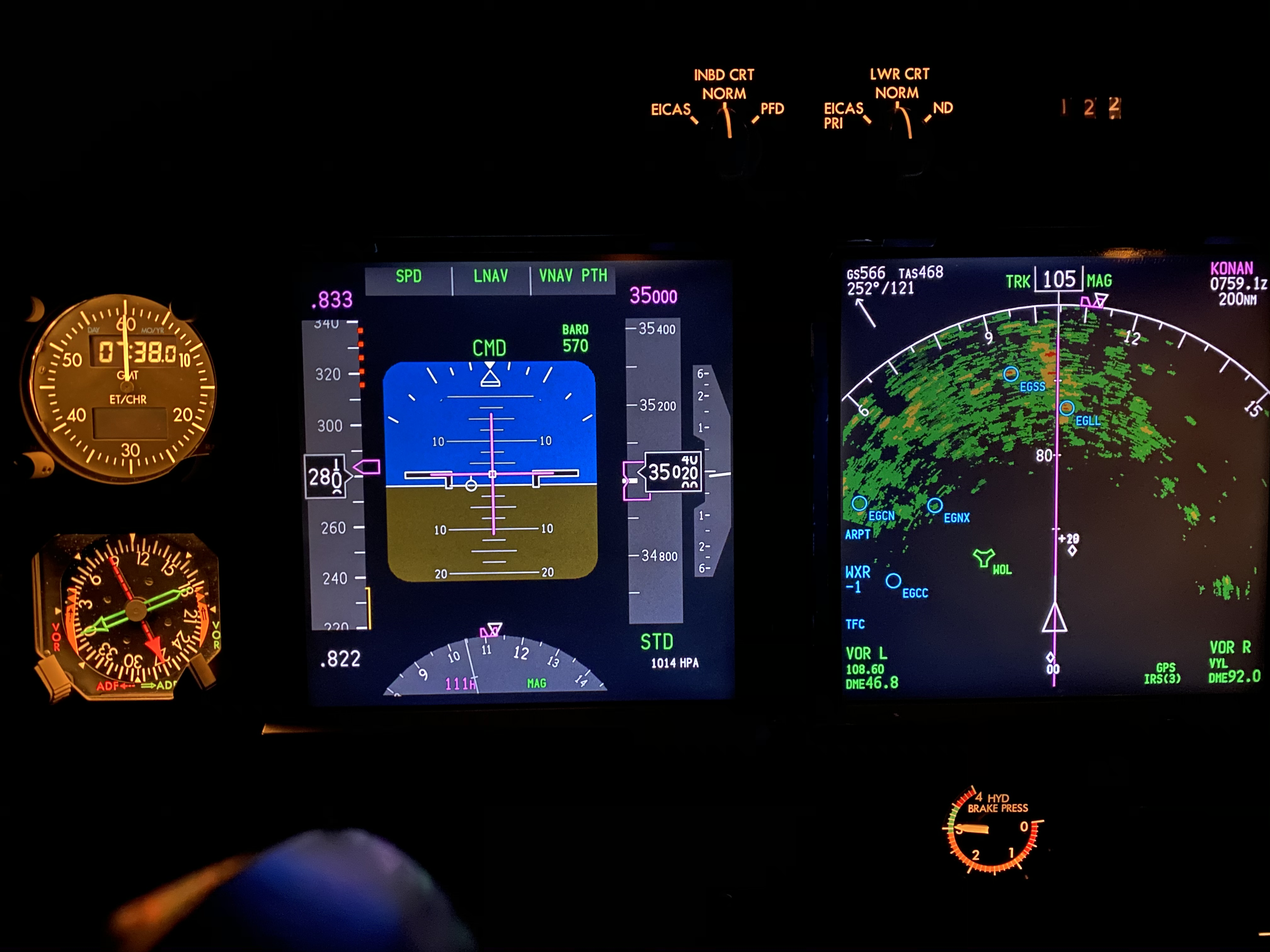
Instrument panel: Klok, RMI, PFD, ND (v.l.n.r.)

De voornaamste verschillen tussen dit toestel en de Boeing 747-300 zijn de vleugels, die een grotere spanwijdte hebben, en de krachtigere motoren. Verder wordt er gebruikgemaakt van een glass cockpit, waardoor de rol van de boordwerktuigkundige vervalt. De reikwijdte van het toestel is vergroot (door de verlengde vleugel en de vergrote capaciteit van de brandstoftanks). Door de sterkere en efficiëntere motoren kan het toestel met een kortere startbaan toe. Het opvallendste uiterlijke verschil is de toevoeging van winglets, die zorgen voor betere aerodynamische prestaties. Door de verbeterde prestaties hoeven maatschappijen minder tussenstops te maken. In het verleden moest men, als men van Amsterdam naar Bangkok wilde vliegen, onderweg een tussenstop gemaakt worden; door het vergrote vliegbereik is een tussenstop niet meer noodzakelijk en kan deze bestemming rechtstreeks worden aangevlogen.
De KLM was de eerste luchtvaartmaatschappij in Europa die gebruik maakte van de Boeing 747-400. De laatste passagierstoestellen (voor China Airlines) werden in 2005 afgeleverd, de laatste vrachttoestellen verlieten de fabriek in Everett in december 2009. Daarna deed de Boeing 747-8 zijn intrede als vervanger van de -400 en als antwoord op de Airbus A380.

## Ontwerp
Oorspronkelijk is de Boeing 747-400 bedoeld als minimale verbetering ten opzichte van Boeing 747-300 om de kosten laag te houden. Uiteindelijk na overleg met de klanten is gekozen voor meer geavanceerde technologieën zoals de digitale cockpit. De spanwijdte werd vergroot met vier meter.

## Versies

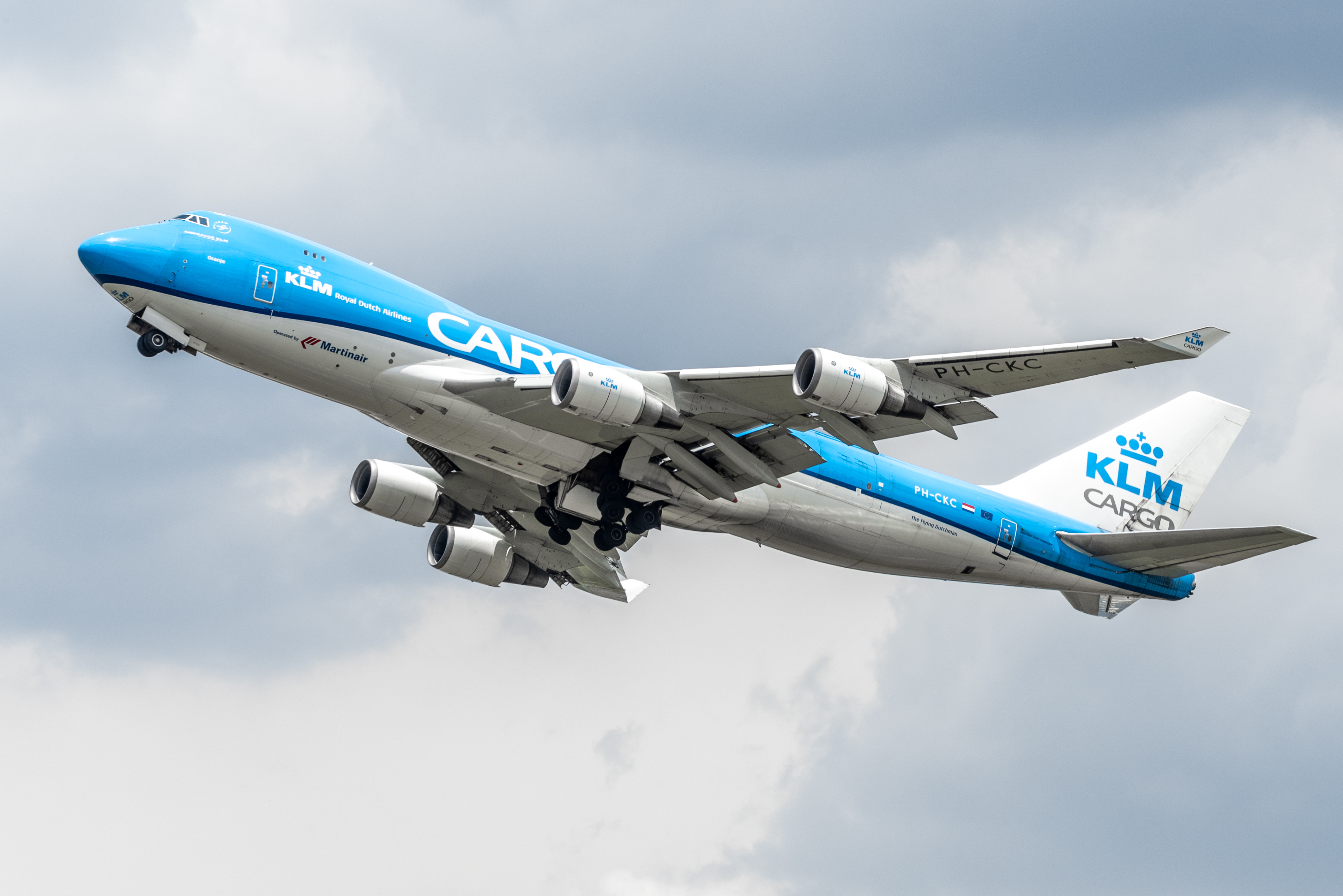
Een Boeing 747-400ERF van KLM

- Boeing 747-400 (all pax, verbeterde versie van de 747-300, met digitale cockpit, winglets en verbeterd vliegbereik)
- Boeing 747-400BCF (gebruikte all-paxmodellen die zijn omgebouwd tot volledig vrachtvliegtuig (Boeing Converted Freighter))
- Boeing 747-400BDSF (gebruikte all-paxmodellen die zijn omgebouwd tot volledig vrachtvliegtuig (Bedek Special Freighter))
- Boeing 747-400M (combi, gecombineerd passagiers- en vrachtvervoer, vrachtdeur in romp links)
- Boeing 747-400F (vrachtversie, overigens met het korte bovendek en opklapbare neus)
- Boeing 747-400D (versterkt voor meer vliegbewegingen voor binnenlandse vluchten in Japan, zonder winglets; 568 passagiers)
- Boeing 747-400ER (met ca. 850 km extra vliegbereik)
- Boeing 747-400ERF (vrachtversie met extra vliegbereik)

## Specificaties
| Model                           | 747-400                                                                                           | 747-400ER                                                      | 747-400F                                                                                          | 747-400ERF                                                                                  |
| ------------------------------- | ------------------------------------------------------------------------------------------------- | -------------------------------------------------------------- | ------------------------------------------------------------------------------------------------- | ------------------------------------------------------------------------------------------- |
| Cockpitbemanning                | Twee                                                                                              | Twee                                                           | Twee                                                                                              | Twee                                                                                        |
| Capaciteit of Cargo Capaciteit  | 416 (3 klassen) of 524 (2 klassen)                                                                | 416 (3 klassen) of 524 (2 klassen)                             | Boven deck: 30 pallets Onder deck: 32 LD-1 containers Max. payload: 248,300 lb (112,630 kg)       | Boven deck: 30 pallets Onder deck: 32 LD-1 containers Max. payload: 248,600 lb (112,760 kg) |
| Lengte                          | 231 ft 10 in (70,6 m)                                                                             | 231 ft 10 in (70,6 m)                                          | 231 ft 10 in (70,6 m)                                                                             | 231 ft 10 in (70,6 m)                                                                       |
| Spanwijdte                      | 211 ft 5 in (64.4 m)                                                                              | 211 ft 5 in (64.4 m)                                           | 211 ft 5 in (64.4 m)                                                                              | 211 ft 5 in (64.4 m)                                                                        |
| Vleugeloppervlakte              | 6027.78 ft² (560 m²)                                                                              | 6027.78 ft² (560 m²)                                           | 6027.78 ft² (560 m²)                                                                              | 6027.78 ft² (560 m²)                                                                        |
| Aspect ratio                    | 7.4                                                                                               | 7.4                                                            | 7.4                                                                                               | 7.4                                                                                         |
| Hoogte                          | 63 ft 8 in (19.4 m)                                                                               | 63 ft 8 in (19.4 m)                                            | 63 ft 8 in (19.4 m)                                                                               | 63 ft 8 in (19.4 m)                                                                         |
| Leeggewicht (typical)           | 394,100 lb (178,800 kg)                                                                           | 406,900 lb (184,570 kg)                                        | 364,000 lb (165,107 kg)                                                                           | 362,400 lb (164,382 kg)                                                                     |
| Maximumgewicht                  | 875,000 lb (396,890 kg)                                                                           | 910,000 lb (412,775 kg)                                        | 875,000 lb (396,890 kg)                                                                           | 910,000 lb (412,775 kg)                                                                     |
| Kruissnelheid op 35,000 feet    | Mach 0,85 (567 mph, 493 kn, 912 km/h)                                                             | Mach 0,855 (570 mph, 495 kn, 917 km/h)                         | Mach 0,845 (564 mph, 490 kn, 908 km/h)                                                            | Mach 0,845 (564 mph, 490 kn, 908 km/h)                                                      |
| Maximumsnelheid op 35,000 ft    | Mach 0,92 (614 mph, 533 kn, 988 km/h)                                                             | Mach 0,92 (614 mph, 533 kn, 988 km/h)                          | Mach 0,92 (614 mph, 533 kn, 988 km/h)                                                             | Mach 0,92 (614 mph, 533 kn, 988 km/h)                                                       |
| Startbaanlengte (MTOW, SL, ISA) | 3200 m                                                                                            | 3100m                                                          | 3250 m                                                                                            | 3100m                                                                                       |
| Bereik bij maximale belading    | 7,260 nmi (13,450 km)                                                                             | 7,670 nmi (14,205 km)                                          | 4,445 nmi (8,230 km)                                                                              | 4,970 nmi (9,200 km)                                                                        |
| Brandstofcapaciteit             | 57,285 US gal (216,840 L)                                                                         | 63,705 US gal (241,140 L)                                      | 57,285 US gal (216,840 L)                                                                         | 57,285 US gal (216,840 L)                                                                   |
| Motoren (x 4)                   | Pratt & Whitney PW4000#PW4000-94 General Electric CF6#CF6-80C2 Rolls-Royce RB211#RB211-524 series | Pratt & Whitney PW4000#PW4000-94 General Electric CF6#CF6-80C2 | Pratt & Whitney PW4000#PW4000-94 General Electric CF6#CF6-80C2 Rolls-Royce RB211#RB211-524 series | Pratt & Whitney PW4000#PW4000-94 General Electric CF6#CF6-80C2                              |
| Stuwkracht per motor(x 4)       | 282 kN PW 276 kN GE 265 kN RR                                                                     | 282 kN PW 276 kN GE                                            | 282 kN PW 276 kN GE 265 kN RR                                                                     | 282 kN PW 276 kN GE                                                                         |

### Geleverd
| Type       | Totaal | 2009 | 2008 | 2007 | 2006 | 2005 | 2004 | 2003 | 2002 | 2001 | 2000 | 1999 | 1998 | 1997 | 1996 | 1995 | 1994 | 1993 | 1992 | 1991 | 1990 | 1989 |
| ---------- | ------ | ---- | ---- | ---- | ---- | ---- | ---- | ---- | ---- | ---- | ---- | ---- | ---- | ---- | ---- | ---- | ---- | ---- | ---- | ---- | ---- | ---- |
| 747-400    | 442    |      |      |      |      | 2    | 3    | 6    | 5    | 19   | 9    | 34   | 43   | 30   | 18   | 16   | 32   | 42   | 47   | 48   | 54   | 34   |
| 747-400D   | 19     |      |      |      |      |      |      |      |      |      |      |      |      |      |      | 2    | 1    | 6    | 8    | 2    |      |      |
| 747-400ER  | 6      |      |      |      |      |      |      | 3    | 3    |      |      |      |      |      |      |      |      |      |      |      |      |      |
| 747-400ERF | 40     | 6    | 6    | 8    | 6    | 2    | 5    | 4    | 3    |      |      |      |      |      |      |      |      |      |      |      |      |      |
| 747-400F   | 126    | 2    | 8    | 8    | 8    | 9    | 7    | 6    | 15   | 12   | 15   | 10   | 8    | 4    | 3    | 5    | 4    | 2    |      |      |      |      |
| 747-400M   | 61     |      |      |      |      |      |      |      | 1    |      | 1    | 3    | 2    | 5    | 5    | 2    | 3    | 6    | 6    | 12   | 8    | 7    |
| Totaal     | 694    | 8    | 14   | 16   | 14   | 13   | 15   | 19   | 27   | 31   | 25   | 47   | 53   | 39   | 26   | 25   | 40   | 56   | 61   | 62   | 62   | 41   |

Bron: 747-400 specifications, 747-400/-400ER airport report, Gilchrist